# 38e Pantserkorps (Wehrmacht)
Het Duitse 38e Pantserkorps  (Duits: Generalkommando XXXVIII. Panzerkorps) was een Duits legerkorps van de Wehrmacht tijdens de Tweede Wereldoorlog. Het korps kwam uitsluitend in actie in de Koerland-pocket. 

## Krijgsgeschiedenis

### Oprichting
Het 38e Pantserkorps werd opgericht op 8 januari 1945 in Koerland bij Frauenburg door omdopen van het 38e Legerkorps.

### Inzet
Gedurende de Vierde (in januari) en Vijfde (in februari) Slag om Koerland hoefde het korps niet echt in actie te komen. Maar in de Zesde Koerlandslag, vanaf 18 maart 1945 kwam het korps in problemen ten zuiden van Saldus (Duits: Frauenburg) door hevige aanvallen van het Sovjet 10e Gardeleger. Maar ook deze stopten op 23 maart door uitputting van beide zijden. Op 8 mei 1945 legde de Heeresgruppe Kurland de wapens neer. Het korps stond op dat moment in stelling aan beide zijden van Frauenburg met de 122e, 290e en 329e Infanteriedivisies.

Het 38e Pantserkorps capituleerde op 8 mei 1945 bij Frauenburg in Koerland.

## Bovenliggende bevelslagen
| Leger     | Legergroep           | Plaats/regio | Begin           | Eind            |
| --------- | -------------------- | ------------ | --------------- | --------------- |
| 16. Armee | Heeresgruppe Nord    | Koerland     | 8 januari 1945  | 25 januari 1945 |
| 16. Armee | Heeresgruppe Kurland | Koerland     | 25 januari 1945 | 8 mei 1945      |

## Commandant
| Rang                   | Naam        | Begin          | Eind       |
| ---------------------- | ----------- | -------------- | ---------- |
| General der Artillerie | Kurt Herzog | 8 januari 1945 | 8 mei 1945 |

1. ↑  Kursietis 1999, p.46